# ولفگانگ بوس
ولفگانگ بوس (انگلیسی: Wolfgang Boos؛ زادهٔ ۱۳ january ۱۹۴۶ (۷۹ سال)) ورزشکار هاکی روی یخ اهل آلمان است.
وی در مسابقات کشوری و بین‌المللی در مجموع برندهٔ ۱ مدال برنز شده‌است.